# Бялобжеґі (Соколовський повіт)
Бялобжеґі (пол. Białobrzegi) — село в Польщі, у гміні Стердинь Соколовського повіту Мазовецького воєводства.
Населення — 200 осіб (2011).
У 1975-1998 роках село належало до Седлецького воєводства.

## Демографія
Демографічна структура станом на 31 березня 2011 року:
|          | Загалом | Допрацездатний вік | Працездатний вік | Постпрацездатний вік |
| -------- | ------- | ------------------ | ---------------- | -------------------- |
| Чоловіки | 102     | 22                 | 60               | 20                   |
| Жінки    | 98      | 16                 | 46               | 36                   |
| Разом    | 200     | 38                 | 106              | 56                   |